# One Up!!!/苺牛乳
「One Up!!!/苺牛乳」（ワンナップ!!!/いちごぎゅうにゅう）は、日本の女性アイドルグループ・アイドリング!!!の楽曲。2012年8月8日にポニーキャニオンからリリースした、通算18枚目のシングル。楽曲は両A面となっている。

## 背景・制作
前作「MAMORE!!!」から、6ヶ月半後に発表した18thシングル。
両A面シングルとしては「ベタな失恋〜渋谷に降る雪〜/遥かなるバージンロード」以来、約3年8ヶ月ぶりとなる。同年5月に森田涼花がグループを卒業し、同年4月に新加入した5期生メンバー（高橋胡桃・石田佳蓮・玉川来夢・清久レイア）が初めて参加した21人の編成で収録された。
表題曲
「One Up!!!」の制作は、グループの楽曲制作に馴染みのソングライター leonn（作詞）・渡辺徹（作曲）・日比野裕史（編曲）の3名が務めた。また、c/w「女神のパルス」「サヨナラ純情」にも名を連ねている。
歌のメインパートは、当時ヘアスタイルがショートカットだった遠藤舞・河村唯・朝日奈央・菊地亜美の4名が選抜されている。表題は「アイドリング!!!も、ここからワンナップしていこう」という願いを込めて付けられた。楽曲は後の5thアルバム『GOLD EXPERIENCE』に、当時の在籍メンバー25人で再録したバージョンが収録された。
「苺牛乳」の制作は、こちらも馴染みのソングライター 宮崎誠が担当した。歌のメインパートは、朝日奈央・橘ゆりか・大川藍・伊藤祐奈の4名が選抜されている。こちらも5thアルバム『GOLD EXPERIENCE』に、25人バージョンとして再録された。
収録メンバー
c/w「サヨナラ純情」はユニット曲として、下記のメンバーが選抜された。
| 収録曲           | 収録CD     | メンバー |
| ---------------- | ---------- | --- |
| 「One Up!!!」    | 全形態共通 | 遠藤舞・外岡えりか・横山ルリカ・河村唯・長野せりな・酒井瞳・朝日奈央・菊地亜美・三宅ひとみ・橘ゆりか・大川藍・橋本楓・倉田瑠夏・伊藤祐奈・野元愛・後藤郁・尾島知佳・高橋胡桃・石田佳蓮・玉川来夢・清久レイア |
| 「苺牛乳」       | 同上       | 同上 |
| 「女神のパルス」 | 初回盤A    | 同上 |
| 「サヨナラ純情」 | 初回盤B    | 長野せりな・菊地亜美・橘ゆりか・大川藍 |

## リリース
初回盤A・B、通常盤の3形態でリリース。初回盤AにはDVDとトレーディングカードA（全21種の内ランダム1枚）、初回盤BにはBlu-ray Disc、通常盤の初回生産分にはトレーディングカードB（全21種の内ランダム1枚）の封入特典が付属。また、全形態の初回生産分に「イベント参加券」が封入されている。
特典企画
指定の店舗でのみ先着購入者に「オリジナルポスター（各店絵柄別）」、他の協力店舗では「QRカード（全21種の内ランダム1枚）」を進呈する特典企画を実施している。
着うた企画
モバイルサイト『DAM★うたフル』から配信した表題曲を、指定期間中にダウンロードした購入者から抽選で3名に、「メンバー21人サイン入りTシャツ」を進呈する、着うた企画を実施している。

## プロモーション
楽曲のプロモーションで、以下のメディアに出演した。
TV番組
- おどおどオードリー 3時間SP（2012年7月22日、フジテレビONE）
- 魁!音楽番付〜EIGHT〜（2012年8月1日、フジテレビ）
- プロ野球ニュース（2012年8月8日、フジテレビONE）
- MUSIC FAIR（2012年8月25日・9月1日、フジテレビ）
- 指原莉乃プロデュース『第一回ゆび祭り〜アイドル臨時総会〜』（2012年11月15日、NHK総合）

配信番組
- おとちぇき!!（2012年8月8日、ニコニコ生放送）

ラジオ番組
- レコメン!（2012年8月15日、文化放送）

プロ野球公式戦
- ヤクルト×横浜戦 始球式（2012年8月8日、神宮球場）

主催企画
発売記念イベント兼ねた握手会イベントを、以下の日時・場所で実施した。また、発売後の各地イベント会場では「アイドリング!!!と今年の夏も思い出をつくろう。アイドル体験会!!!」と題した、女子小中学生交流企画も併せて実施している。ちなみに、野本ゆめか（アイドルネッサンス）、新倉あみ（TOY SMILEY）がこの企画に参加していたとのこと。
「One Up!!!/苺牛乳」発売記念イベント
- 2012年7月29日 フジテレビ湾岸スタジオ多目的ホール
- 2012年8月9・10・12・13・14・15・18・19日 大田区産業プラザPiO コンベンションホール

その他
他にも、タワーレコード渋谷店にてメンバーの衣装展を実施したり、都内で楽曲のプロモーショントラックを走行させている。

## アートワーク
ジャケット写真の割り振りは以下の通りになっている。また初回盤Bは、上述した「苺牛乳」のメインパートを務めるメンバーが、ショットの中心に据えられている。
| 形態    | メンバー |
| ------- | --- |
| 初回盤A | 遠藤舞・外岡えりか・横山ルリカ・長野せりな・酒井瞳・菊地亜美・三宅ひとみ・野元愛・高橋胡桃・石田佳蓮・清久レイア |
| 初回盤B | 河村唯・朝日奈央・橘ゆりか・大川藍・橋本楓・倉田瑠夏・伊藤祐奈・後藤郁・尾島知佳・玉川来夢                       |
| 通常盤  | 上記メンバー21名                                                                                                 |

## ミュージック・ビデオ
リリースに先行して、両楽曲「One Up!!!」「苺牛乳」の45秒版ミュージック・ビデオが、YouTubeで無料公開されていた。初回盤A・Bに付属するDVDやBDには、本編を含む各2種のバージョンが収録されている。
「One Up!!!」
音楽番組『魁!音楽番付』サイドがプロデュースを担当し、ライブ形式で撮影されている。ファンとしてグループと縁のある堤下敦（インパルス）が、観客エキストラの一人として友情出演している。
「苺牛乳」
ロケ地は静岡県下田市。短編的なドラマシチュエーションになっており、メインパートを務める朝日奈央・橘ゆりか・大川藍・伊藤祐奈の4人が女子高生役で劇中に登場し、それぞれのショートストーリーを演じている。

## ライブ・パフォーマンス
発売記念イベントを兼ねたミニライブを、以下の日時・場所で実施した。
「One Up!!!/苺牛乳」発売記念イベント 
- 2012年8月7日 ラゾーナ川崎プラザ
- 2012年8月8日 池袋サンシャインシティアルパ B1噴水広場
- 2012年8月12日 越谷市イオンレイクタウンkaze 1F翼の広場
- 2012年8月13日 深谷市アリオ深谷 センターコート
- 2012年8月14日 水戸市イオンモール水戸内原 1Fメインコート
- 2012年8月15日 山梨県イオンモール甲府昭和 1Fさくら広場
- 2012年8月18日 青海ヴィーナスフォート 2F教会広場
- 2012年8月19日 小田原市ダイナシティウエスト 1Fキャニオンステージ

ライブイベント
表題曲は、リリース前に開催した2012年春のZEPPライブツアーで初披露された。その後、グループ定期公演やフジテレビ主催『お台場合衆国』などでも先行披露され、以下のイベントに出演して、収録曲をライブ披露している。
- ZEPPツアー『アイドリング!!!初だ!ツアーだ!!ZEPPング!!!』

（2012年6月3日、Zepp Tokyo）（2012年6月10日、Zepp Fukuoka）（2012年6月16日、Zepp Nagoya）（2012年6月17日、Zepp NambaOSAKA）
- 指原莉乃プロデュース『第一回ゆび祭り〜アイドル臨時総会〜』（2012年6月25日、日本武道館）
- ニコはちライブ（2012年6月30日ほか、六本木ニコファーレ）
- お台場合衆国 2012（2012年7月14日〜8月31日、フジテレビ本社屋）
- TOKYO IDOL FESTIVAL 2012（2012年8月4・5日、お台場青海特設会場）
- IDOL NATION（2012年8月11日、国立代々木競技場第一体育館）
- 大磯ロングビーチライブ（2012年8月21・29日、大磯ロングビーチ）
- イナズマロックフェス2012（2012年9月15日、滋賀県草津市烏丸半島芝生広場）
- NSTまつり2012（2012年9月29日、万代・新潟総合テレビ本社）
- アイドリング!!! in 新潟（2012年9月29・30日、新潟ThePLANET）

## メディアでの使用
収録曲は以下のメディアで使用された。
「One Up!!!/苺牛乳」
- 平和『CRドキッ!丸ごと水着 女だらけの水泳大会 アイドルだらけで困っちゃうング!!!』挿入歌

「女神のパルス」
- 丸大食品『がんばれ!ニッポン! キャンペーン』公式応援ソング

## シングル収録トラック
| #         | タイトル                    | 作詞      | 作曲            | 編曲       | 時間  |
| --------- | --------------------------- | --------- | --------------- | ---------- | ----- |
| 1.        | 「One Up!!!」               | leonn     | 渡辺徹 (作曲家) | 日比野裕史 | 4:04  |
| 2.        | 「苺牛乳」                  | 宮崎誠    | 宮崎誠          | 宮崎誠     | 4:31  |
| 3.        | 「女神のパルス」            | leonn     | 渡辺徹          | 大西克巳   | 4:00  |
| 4.        | 「One Up!!!」(Instrumental) |           |                 |            | 4:04  |
| 5.        | 「苺牛乳」(Instrumental)    |           |                 |            | 4:29  |
| 合計時間: | 合計時間:                   | 合計時間: | 合計時間:       | 合計時間:  | 21:09 |

| #  | タイトル                    | 作詞 | 作曲・編曲 |
| -- | --------------------------- | ---- | ---------- |
| 1. | 「One Up!!!」(Music Video)  |      |            |
| 2. | 「One Up!!!」(Dancing Ver.) |      |            |
| 3. | 「Making of One Up!!! MV」  |      |            |

| #         | タイトル                    | 作詞      | 作曲       | 編曲       | 時間  |
| --------- | --------------------------- | --------- | ---------- | ---------- | ----- |
| 1.        | 「One Up!!!」               | leonn     | 渡辺徹     | 日比野裕史 | 4:04  |
| 2.        | 「苺牛乳」                  | 宮崎誠    | 宮崎誠     | 宮崎誠     | 4:31  |
| 3.        | 「サヨナラ純情」            | leonn     | 日比野裕史 | 日比野裕史 | 4:03  |
| 4.        | 「One Up!!!」(Instrumental) |           |            |            | 4:04  |
| 5.        | 「苺牛乳」(Instrumental)    |           |            |            | 4:29  |
| 合計時間: | 合計時間:                   | 合計時間: | 合計時間:  | 合計時間:  | 21:11 |

| #  | タイトル                    | 作詞 | 作曲・編曲 |
| -- | --------------------------- | ---- | ---------- |
| 1. | 「One Up!!!」(Music Video)  |      |            |
| 2. | 「One Up!!!」(Dancing Ver.) |      |            |
| 3. | 「Making of One Up!!! MV」  |      |            |
| 4. | 「苺牛乳」(Music Video)     |      |            |
| 5. | 「苺牛乳」(Solo Shot Ver.)  |      |            |
| 6. | 「Making of 苺牛乳 MV」     |      |            |

| #         | タイトル                    | 作詞      | 作曲      | 編曲       | 時間  |
| --------- | --------------------------- | --------- | --------- | ---------- | ----- |
| 1.        | 「One Up!!!」               | leonn     | 渡辺徹    | 日比野裕史 | 4:04  |
| 2.        | 「苺牛乳」                  | 宮崎誠    | 宮崎誠    | 宮崎誠     | 4:32  |
| 3.        | 「One Up!!!」(Instrumental) |           |           |            | 4:04  |
| 4.        | 「苺牛乳」(Instrumental)    |           |           |            | 4:29  |
| 合計時間: | 合計時間:                   | 合計時間: | 合計時間: | 合計時間:  | 17:09 |